# Kilimahewa
Kilimahewa (Kilimanihewa) è una circoscrizione mista (mixed ward) della Tanzania situata nel distretto di Nachingwea, regione di Lindi. Conta una popolazione di 6 835 abitanti (censimento 2012).